# Скосырев, Борис Михайлович
Бори́с Миха́йлович Ско́сырев (Boris Skossyreff; 12 января 1896, Вильна — 27 февраля 1989, Боппард, ФРГ) — русский авантюрист, в 1934 году провозглашён королём Андорры и пробыл им 12 дней.

## Семья
Дед по отцу — потомственный почётный гражданин, петербургский купец I гильдии Михаил Иванович Скосырев (1819 — 18.01.1878 гг.), поставлявший офицерскую атрибутику к Императорскому двору, с 1871 года имел право на продажу в Петербурге офицерского холодного оружия Златоустовской фабрики. Бабушка по отцу — петербургская купчиха Ольга Ивановна (1837 г.р.).
У Михаила Ивановича и Ольги Ивановны Скосыревых было несколько детей:
- Александр (1856), унаследовал отцовский магазин;
- Николай (17.01.1868 — 03.05.1968), женился во Флоренции на единственной дочери ситцевого фабриканта, петербургского купца I гильдии Осипа Фомича Чешера;
- Михаил (1872) — отец будущего короля Андорры Бориса; на 1917 год был земским начальником 7-го участка Лидского уезда Виленской губернии[3];
- Иван (1876);
- Мария, была замужем за купцом Иваном Осиповичем Чешером;
- Ольга, замужем за купцом Карлом Осиповичем Чешером;
- Александра[2].

Брат Чешеров Франц был женат на Юлии Васильевне Леонтьевой, двоюродная сестра будущего короля Андорры Евгения Карловна Чешер — замужем за Яковом Васильевичем Леонтьевым, которые были выходцами из известной петербургской купеческой семьи ситцевых фабрикантов Леонтьевых, тётей и дядей нобелевского лауреата по экономике Василия Васильевича Леонтьева.

## Биография
Родился в семье корнета запаса армейской кавалерии, потомственного почётного гражданина, петербургского купеческого сына Михаила Михайловича Скосырева и его жены Елизаветы Дмитриевны Скосыревой (урождённая Маврос, в 1-м браке Симонич).
По отцу — русский, по матери — из обрусевших греков.
Известно, что во время Первой мировой войны Скосырев был прикомандирован к британскому бронедивизиону, действовавшему на русском фронте, что в 1924 году было подтверждено командиром дивизиона Оливером Локер-Лэмпсоном.
Затем находился в Великобритании и, по своим словам, выполнял ряд секретных поручений британского правительства.
К 1923 году Скосырев имел нидерландское подданство, известно, что в 1923 году ему был выдан паспорт № 85154 голландским консульством в Дижоне.
В 1930-х годах в Каталонии и Андорре Скосырев называл себя графом Оранским (фр. comte d’Orange).
В 1932 году выслан с Балеарских островов (Испания).

### Приезд в Андорру
В 1933 году в первый раз посетил Андорру и получил местное подданство. Учитывая сложность внутренней обстановки (сохранение феодальных пережитков, отрезанность от внешнего мира, статус миниатюрного княжества как совладения епископа Урхельского и президента Франции), Скосырев представил Генеральному Совету (высший законодательный и исполнительный орган) план осуществления реформ по превращению Андорры в зону с благоприятным фискальным режимом (по примеру других малых государств Европы). Проект заинтересовал Совет, но был отвергнут из-за опасений нарушений патриархального образа жизни. В июне 1934 года Скосырев выслан из Андорры.
Через месяц он нелегально возвратился в страну и 7 июля 1934 года повторно обратился к Генеральному Совету, предлагая также принять себя в качестве короля Андорры. На этот раз большинство членов Совета его поддержало. Скосырев объявил себя сувереном Андорры Борисом I на основании того, что к президентам Франции якобы никогда не переходило королевское право суверенитета над Андоррой, и Борис исполняет именно функцию регента французского короля.
Он написал конституцию страны, которую напечатал в местном информационном вестнике, а сотни экземпляров распространил в виде листовок. Суть конституции из 17 пунктов сводилась к защите прав коренного населения, заботу о котором берёт на себя монарх. На эту роль Скосырев предложил себя. 8 июля Генеральный совет утвердил реформы Скосырева и признал его королём независимой Андорры.
Как Борис I, обосновавшись сначала в Андорре-ла-Велье, а затем — в близлежащем городке Сольдеу, он в течение нескольких дней правил, издавая весьма либеральные и прогрессивные для своего времени указы. Однако, хотя епископ Урхельский вначале в целом благосклонно отнёсся к новоявленной монархии, он недоброжелательно встретил идею превращения Андорры (по примеру Монако) в игорную зону. В итоге Скосырев решил объявить войну епископу Урхельскому и 14 или 20 июля (в разных источниках разная датировка) Скосырев был арестован прибывшими пятью каталонскими гражданскими гвардейцами (жандармерия), вызванными епископом.

### Дальнейшая судьба
Скосырев предстал перед судом. 31 октября 1934 года испанский суд приговорил его к одному году тюрьмы по обвинению в незаконном пересечении границы (ибо формально никаких иных законов своими «королевскими» действиями он не нарушал). Учитывая несколько месяцев, уже проведённых в предварительном заключении, он вскоре был освобождён и выслан в Португалию.
Проведя несколько месяцев в Португалии, в конце 1935 года Скосырев уехал во Францию, в город Сен-Канна, где жила его законная супруга. В архиве Андорры имеются его интервью сен-каннской газете в 1938 году.
Скосырев был арестован французскими властями и 7 октября 1939 года отправлен в лагерь в Ле-Верне во французских Пиренеях, где содержались «нежелательные иностранцы». В лагере Верне его видел А. Н. Рубакин, упомянувший об этом в своих воспоминаниях.
В октябре 1942 года он был освобожден немецкими войсками. После победы союзников его арестовали американцы, а после непродолжительного пребывания на свободе 4 декабря 1946 года он был снова арестован оккупировавшими Берлин французами. Он оставался в тюрьме Кобленц-Меттерних до 17 декабря и подвергался жестокому обращению со стороны жандармов из-за своего сотрудничества с нацистами.
Он поселился в городе Боппард в Западной Германии, но впоследствии перешёл на территорию советской оккупационной зоны, где был арестован, приговорён к 25 годам принудительных работ и отправлен в лагерь в Сибири. Вышел на свободу в 1956 году и вернулся в Боппард, где и умер в 1989 году.
В 1958 году португальский друг Скосырева доктор Франциско Фернандо Лопез получил письма от Скосырева и его жены Марии-Луизы. По словам Скосырева, он вёл жизнь «стопроцентного мелкого рантье». Детей у Скосырева не было.
На кладбище германского города Боппард есть надгробная плита с именем «Борис Скосырев» и датами 1900—1989.

## Мнения о Скосыреве
Монархия Бориса I — эпизод периода нестабильности в Андорре в 1930-х годах, который закончился либерализацией политической и экономической системы и долгожданным открытием Андорры миру, то есть достижением тех целей, которые декларировал Скосырев.
Каталонский писатель Антони Морель-и-Мора написал документальную книгу «Борис I, король Андорры» (Boris I, rei d’Andorra) (ISBN 84-7410-157-3), которую посвятил своей матери, лично знавшей Скосырева.
По мнению писателя Герхарда Ланга, автора книги «Борис Фон Скосырев — агент немцев, король Андорры» Скосырева финансировал Третий Рейх, заинтересованный в том, чтобы дестабилизировать ситуацию на Пиренейском полуострове, продвигать среди андоррцев идею независимости от Франции и Испании, расшатывать позиции Парижа.

## Документалистика
- Документальный фильм из цикла «Великие мистификации». ООО ТК «Цивилизация» по заказу ГТРК «Культура». 2018 г (24 марта 2018). Борис Скосырев. Первый и последний король Андорры. Россия-Культура. {{cite episode}}: |series= пропущен или пуст (справка); Внешняя ссылка в |credits= (справка)